# Bronllys Castle
Bronllys Castle ist die Ruine einer Niederungsburg vom Typus einer Turmhügelburg (Motte) in der Gemeinde Bronllys zwischen den Städten Brecon und Talgarth in der walisischen Grafschaft Powys.

## Geschichte
Die Motte steht südlich des Dorfes an der Straße Richtung Talgarth. Sie wurde 1144 oder kurz danach erbaut, als Walter de Clifford († 1190) den Distrikt von Roger Fitzmiles, 2. Earl of Hereford, erhielt. Walter de Clifford scheint für den Bau des Rundturms auf dem Mound verantwortlich gewesen zu sein. Im Jahre 1165 fing dieser Feuer und ein Stein, der von den Zinnen herunterfiel, erschlug Earl Rogers einzigen, überlebenden Bruder Mahel de Hereford. Im September 1233 hatte Walter de Cliffords Enkel, ebenfalls Walter de Clifford († 1263) genannt, eine Streitmacht von über 200 Mann hier stationiert, die die Burg gegen seinen Schwiegervater, Llywelyn ab Iorwerth, verteidigte. Die Burg fiel von den Cliffords an die Giffards und dann an die De Bohuns, Earls of Hereford.

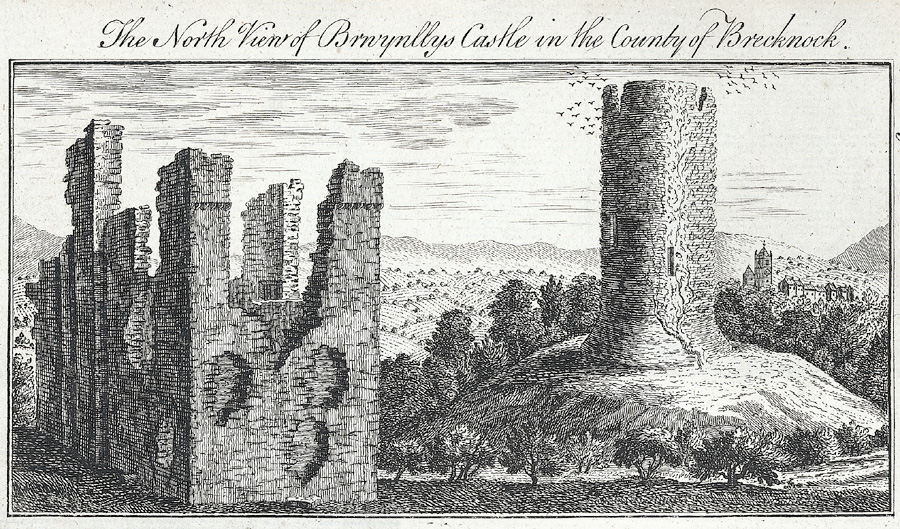
Blick von der Burg aus nach Norden, 1740.

1399 nahm König Heinrich IV. alle De-Bohun-Besitzungen ein. Die Burg wurde in den frühen Jahren der Rebellion von Owain Glyndŵr Anfang des 15. Jahrhunderts gegen dessen Angriffe zusätzlich verstärkt. Bronllys Castle wurde nie wieder eingenommen, war aber 1583 bereits verfallen. In der kurzen Zeit des Besitzes durch den Duke of Buckingham wurde nichts an diesem Zustand verbessert und ab 1521 war die Burg wieder in Besitz der Krone. Dort blieb sie seither.
Heute wird Bronllys Castle von Cadw, der walisischen Denkmalschutzbehörde, verwaltet. Von April bis Oktober ist es für Besucher zugänglich.